# Capela de Santo António da Carrasqueira
A Capela de Santo António da Carrasqueira fica situada no lugar da Carrasqueira, na antiga Freguesia da Malveira, Município de Mafra.
Trata-se de um templo rural, de único altar e silhares de azulejos nas paredes laterais da capela-mor, figurando cenas hagiográficas relativas ao padroeiro. Já no século XX, foi completamente apeado e reconstruído a alguns metros de distância da sua implantação primitiva.